# Idaea effloraria
Idaea effloraria là một loài bướm đêm trong họ Geometridae.